# محوطه هل‌آباد
محوطه هل آباد مربوط به دوران پیش از تاریخ ایران باستان - دوران‌های تاریخی پس از اسلام است و در شهرستان نطنز، بخش مرکزی، روستای هل آباد واقع شده و این اثر در تاریخ ۸ مرداد ۱۳۸۱ با شمارهٔ ثبت ۵۹۷۷ به‌عنوان یکی از آثار ملی ایران به ثبت رسیده است.